# Municipio de La Concordia
El Municipio de La Concordia es uno de los 124 municipios que conforman el estado mexicano de Chiapas.

## Geografía
La Concordia está ubicado en la zona centro del estado de Chiapas. Se extiende entre los paralelos 15°39'52.20"N y 16°15'21.24"N y los meridianos 93°07'46.56"W y 92°17'43.80"W. Se encuentra en la Depresión Central de Chiapas y el relieve es en parte montañoso y en parte semiplano.
Desde su puesta  en servicio en 1976, parte del territorio del municipio está ocupada por el embalse de la Central Hidroeléctrica Belisario Domínguez.
Limita al este con los municipios de Chicomuselo y Socoltenango; al norte con el municipio de Venustiano Carranza; al oeste con el municipio de Villa Corzo; al sur con los municipios de Ángel Albino Corzo y Mapastepec, y al suroeste con el municipio de Pijijiapan.
El municipio tiene una superficie aproximada de 2570 km². Forma parte de región socioeconómica VI Frailesca.
Según la clasificación climática de Köppen, el clima corresponde al tipo Aw - Tropical seco.

## Demografía
De acuerdo a los resultados del Censo de Población y Vivienda de 2020 realizado por el Instituto Nacional de Estadística y Geografía, la población total del municipio es de 49 920 habitantes, lo que representa un crecimiento promedio de 1.3% anual en el período 2010-2020 sobre la base de los 44 082 habitantes registrados en el censo anterior. Al año 2020 la densidad del municipio era de 19,41 hab/km².
| Gráfica de evolución demográfica de Municipio de La Concordia entre 2000 y 2020 |
|                                                                                 |
| Fuente: Instituto Nacional de Estadística Geografía e Informática               |

El 49.7% de los habitantes eran hombres y el 50.3% eran mujeres. El 82.5% de los habitantes mayores de 15 años (28 252 personas) estaba alfabetizado. La población indígena sumaba 5251 personas.
En el año 2010 estaba clasificado como un municipio de grado medio de vulnerabilidad social, con el 38.07% de su población en estado de pobreza extrema. Según los datos obtenidos en el censo de 2020, la situación de pobreza extrema afectaba al 23.3% de la población (12 136 personas).

### Localidades
En el censo de 2020 el municipio de La Concordia contaba con 538 localidades.
| Código INEGI      | Localidad                 | Población (2020) |
| ----------------- | ------------------------- | ---------------- |
| 070200001         | La Concordia              | 8 389            |
| 070200145         | El Ámbar                  | 3 076            |
| 070200003         | Benito Juárez             | 3 051            |
| 070200046         | La Tigrilla               | 2 784            |
| 070200114         | El Diamante de Echeverría | 2 365            |
| 070200012         | Dolores Jaltenango        | 2 235            |
| 070200017         | Independencia             | 2 190            |
| 070200025         | Plan de Agua Prieta       | 2 017            |
| 070200033         | Rizo de Oro               | 1 656            |
| 070200049         | Ignacio Zaragoza          | 1 337            |
| 070200023         | Nueva Libertad            | 1 221            |
| 070200029         | Reforma                   | 1 116            |
| 070200541         | Nuevo Resplandor          | 1 105            |
| Otras localidades | Otras localidades         | 17 384           |
| Total municipal   | Total municipal           | 49 920           |

## Salud y educación
En 2010 el municipio tenía un total de 10 unidades de atención de la salud, con 25 personas como personal médico. Existían 100 escuelas de nivel preescolar, 111 primarias, 30 secundarias, 5 bachilleratos, 2 escuelas de formación para el trabajo y 6 escuelas primarias indígenas.

## Actividades económicas
Las principales actividades económicas del municipio son el comercio minorista, la prestación de servicios de alojamiento temporal y preparación de alimentos y bebidas y, en menor medida, la elaboración de productos manufacturados.